# Masayuki Mori
Masayuki Mori (森 雅之?, Mori Masayuki; Sapporo, 13 gennaio 1911 – Tokyo, 7 ottobre 1973) è stato un attore giapponese.

## Biografia
Figlio del romanziere Takeo Arishima, Mori comparve in molti film di Akira Kurosawa come Rashōmon e L'idiota. Fu inoltre protagonista di pellicole di Kenji Mizoguchi (I racconti della luna pallida d'agosto), Mikio Naruse (Floating Clouds) e altri importanti registi giapponesi.

## Filmografia parziale
- Sanshiro Sugata 2 (Zoku Sugata Sanshirō), regia di Akira Kurosawa (1945)
- Gli uomini che mettono il piede sulla coda della tigre (Tora no o wo fumu otokotachi), regia di Akira Kurosawa (1945)
- Asu o tsukuru hitobito, regia di Akira Kurosawa (1946)
- Rashomon, regia di Akira Kurosawa (1950)
- L'idiota (Hakuchi), regia di Akira Kurosawa (1951)
- I racconti della luna pallida d'agosto (Ugetsu monogatari), regia di Kenji Mizoguchi (1953)
- Floating Clouds (Ikigumo), regia di Mikio Naruse (1955)
- L'imperatrice Yang Kwei-fei (Yōkihi), regia di Kenji Mizoguchi (1955)
- I cattivi dormono in pace (Warui yatsu hodo yoku nemuru), regia di Akira Kurosawa (1960)
- Bushidô zankoku monogatari, regia di Tadashi Imai (1963)

## Doppiatori italiani
- Tino Carraro in Rashomon
- Nando Gazzolo in I racconti della luna pallida d'agosto
- Gil Baroni in I cattivi dormono in pace (doppiaggio tardivo)